# Faculdade de Direito de Taubaté
O Departamento de Ciências Jurídicas da Universidade de Taubaté (UNITAU), também conhecido como Faculdade de Direito de Taubaté é uma instituição de ensino superior integrante da UNITAU, situada na cidade de Taubaté, Interior de São Paulo. Suas atividades se concentram nas áreas do ensino, da pesquisa e da extensão universitária no Direito. A faculdade é uma das mais antigas do Estado de São Paulo, tendo sido fundada en 1957.

## História
Criada pela Lei municipal nº 254, de 2 de setembro de 1957, a Faculdade de Direito de Taubaté iniciou suas atividades em 1959, sendo uma das escolas de direito mais antigas do Estado e sendo a segunda faculdade a ser criada no Vale do Paraíba. Dentre seus fundadores, destacam-se o advogado José Alves, que viria a ser o primeiro reitor da Universidade de Taubaté; e o ministro do Supremo Tribunal Federal, José Rodrigues Geraldo de Alckmin. A Faculdade de Direito de Taubaté foi incorporada à Universidade de Taubaté em 1976 e deu origem ao atual Departamento de Ciências Jurídicas da Instituição.
Nos anos 1970, estudaram na Universidade de Taubaté muitos estudantes que viriam a se tornar figuras destacadas no cenário jurídico nacional, como Nelson Nery Jr., Rosa Maria de Andrade Ney, José Roberto dos Santos Bedaque e Zélia Alves, os três últimos desembargadores do Tribunal de Justiça do Estado de São Paulo.

## Situação atual
Atualmente, o Departamento de Ciências Jurídicas da Universidade de Taubaté conta com um corpo docente formado por cerca de 70 professores e com um acervo bilbiográfico composto por cerca de 18.000 volumes relacionados à área do Direito. Além disso, 12 dos 352 desembargadores do Estado de São Paulo se formaram na instituição, fazendo dela a sétima faculdade que mais formou desembargadores, segundo rankig do Tribunal de Justiça de São Paulo.

## Docentes e discentes notáveis
- Milton França - atual presidente do Tribunal Superior do Trabalho
- José Afonso Lobato - Deputado Estadual por São Paulo
- José Geraldo Rodrigues de Alckmin - ex-ministro do Supremo Tribunal Federal e um dos fundadores da Faculdade
- José Alves - Primeiro reitor da UNITAU, ex-vereador de Taubaté e ex-procurador jurídico da Câmara Municipal do município
- Ary Kara José - ex-deputado federal do Estado de São Paulo
- Francisco Marcelo Ortiz Filho - Deputado federal por São Paulo
- Nelson Nery Júnior - Professor titular da Faculdade Paulista de Direito da Pontifícia Universidade Católica de São Paulo e da Faculdade de Direito da Universidade Estadual Paulista
- Rosa Maria de Andrade Nery - Desembargadora do Tribunal de Justiça do Estado de São Paulo
- José Roberto dos Santos Bedaque - Professor titular de Direito Processual Civil da Faculdade de Direito da Universidade de São Paulo e Desembargador do Tribunal de Justiça do Estado de São Paulo